# جائزة الكرة الذهبية 1982
جائزة الكرة الذهبية 1982، جائزة سنوية تُعطى لأفضل لاعب كرة القدم في العالم من طرف مجلة فرانس فوتبول الفرنسية، كما تقرره لجنة دولية من الصحفيين الرياضيين، وفاز بالجائزة في 1982 اللاعب الإيطالي باولو روسي لاعب يوفنتوس.

## الترتيب
| الترتيب | اللاعب        | النادي  | الجنسية | النقاط |
| ------- | ------------- | ------- | ------- | ------ |
| 1       | باولو روسي    | يوفنتوس | إيطاليا | 115    |
| 2       | ألاين غيريسي  | بوردو   | فرنسا   | 64     |
| 3       | زبيغنيو بونيك | يوفنتوس | بولندا  | 53     |